# ديف كاميرون (صحفي)
ديف كاميرون (بالإنجليزية: Dave Cameron)‏ هو صحفي أمريكي، ولد في 1980.